# Equisetum × haukeanum
Equisetum × haukeanum là một loài dương xỉ trong họ Equisetaceae. Loài này được Mickel & A.R. Sm. mô tả khoa học đầu tiên năm 2000.